# یکصد مرد و یک دختر
یکصد مرد و یک دختر (به انگلیسی: One Hundred Men and a Girl) فیلمی ۸۵ دقیقه‌ای در سبک کمدی موزیکال به کارگردانی هنری کاستر و بازی دیانا دربین است که در سال ۱۹۳۷ انتشار یافت.